# Chandler Hunt
Chandler Hunt (ur. 4 listopada 1998) – amerykański snowboardzista, specjalizujący się w slopestyle'u i big air. Po raz pierwszy na arenie międzynarodowej pojawił się 20 grudnia 2011 roku w Copper Mountain, gdzie w zawodach FIS Race zajął 57. miejsce w slopestyle'u. W 2016 roku wystąpił na mistrzostwach świata juniorów w Seiser Alm, gdzie wywalczył brązowy medal w tej konkurencji. W zawodach Pucharu Świata zadebiutował 27 lutego 2015 roku w Park City, zajmując 37. miejsce w slopestyle'u. Pierwsze punkty wywalczył 21 stycznia 2016 roku w Mammoth Mountain, gdzie był szósty. Na podium pierwszy raz stanął 10 grudnia 2017 roku w Copper Mountain, kończąc rywalizację w big air na trzeciej pozycji. W zawodach tych wyprzedzili go jedynie Norweg Mons Røisland i kolejny reprezentant USA, Chris Corning. W 2015 roku wystąpił na mistrzostwach świata w Kreischbergu, gdzie zajął 30. miejsce w slopestyle'u i 46. miejsce w big air.

## Osiągnięcia

### Mistrzostwa świata
| Miejsce | Dzień       | Rok  | Miejscowość | Konkurencja | Zwycięzca     |
| ------- | ----------- | ---- | ----------- | ----------- | ------------- |
| 30.     | 21 stycznia | 2015 | Kreischberg | Slopestyle  | Ryan Stassel  |
| 46.     | 24 stycznia | 2015 | Kreischberg | Big Air     | Roope Tonteri |

### Puchar Świata

#### Miejsca w klasyfikacji generalnej AFU
- sezon 2014/2015: 115.
- sezon 2015/2016: 49.
- sezon 2016/2017: 59.
- sezon 2017/2018:

#### Miejsca na podium w zawodach
1. Copper Mountain – 10 grudnia 2017 (big air) - 3. miejsce